# Ода до радості (фільм)
«Ода радості» — це романтичний комедійний фільм, у якому знялися Мартін Фріман та Морена Бакаркін. Стрічку вперше продемонстрували на міжнародному кінофестивалі RiverRun 2019 року у місті Вінстон-Сейлем, Північна Кароліна. у прокат вийшла 9 серпня 2019 року.

## Сюжет
Чарлі (Мартін Фріман) —сорокалітній бібліотекар у Брукліні, хворий на катаплексію, і тому втрачає свідомість щоразу, коли відчуває сильні емоції, особливо це стосується переживання радості. Все його життя —це боротьба за спокій та беземоційність. Одного разу він зустрічає чарівну і вільну духом Франческу (Морена Баккарін) та шалено закохується, що призводить до постійного втрачання свідомості та потрапляння до лікарні. Розуміючи, що кожна хвилина біля коханої може коштувати йому здоров'я, він вирішує що найкраще —звести свого брата Купера та Франческу та спостерігати за ними здаля.

## Актори
| Актор           | Роль                     |
| --------------- | ------------------------ |
| Мартін Фріман   | Чарлі                    |
| Морена Баккарін | Франческа                |
| Джейк Лейсі     | Купер, брат Чарлі        |
| Джейн Куртін    | Сільвія, тітка Франческі |
| Мелісса Ройч    | Бетані                   |
| Шеннон Вудворд  | Ліза                     |
| Хейс Макартур   | Джордан                  |

## Виробництво
Фільм заснований на справжній історії Кріса Хіггінса, про яку спочатку розповіли в етері радіопрограми «Це життя в Америці».